# Ориђинали
„Ориђинали ” је југословенска телевизијска серија снимљена 1996. године у продукцији РТВ Црне Горе.

## Радња
Серија о животима различитих људи који су сасвим обични, а станују у малом приморском градићу.
Осим обичног хумора серија има и пуно разнолике пародије на живот "обичних" људи у једном приморском градићу.

## Улоге
| Глумац                  | Улога            |
| ----------------------- | ---------------- |
| Милутин Мима Караџић    | Ниша             |
| Драгица Томас           | Ђурђина          |
| Весна Пећанац           | Молка            |
| Боро Стјепановић        | Милета, оџачар   |
| Зеф Дедивановић         | Јовета, поштар   |
| Бранко Бабовић          | Срга „Робокап”   |
| Мира Бањац              | Буцка            |
| Драго Маловић           | Татомир          |
| Ања Поповић             | Ана „Ливада”     |
| Љубомир Ћипранић        | Тетак            |
| Ивана Жигон             | Рушка            |
| Добрила Ћирковић        | Љукна            |
| Ева Рас                 | Мирушка          |
| Светомир Станишић       | Пуно             |
| Михајло Бата Паскаљевић | Шеф милиције     |
| Бранка Веселиновић      | Докторка         |
| Соња Јауковић           | Анина мајка      |
| Ранко Ковачевић         | Анин отац        |
| Бранимир Поповић        | Анин бивши момак |
| Чедо Вукановић          | Рецепционер      |
| Драгиша Симовић         | Даги             |
| Марина Буквички         |                  |
| Ивана Мрваљевић         |                  |
| Оливера Вуковић         |                  |
| Љубица Бараћ Вујовић    |                  |
| Радивоје Лопичић        | Поштар           |
| Гордана Делишмуновић    |                  |
| Владан Милановић        |                  |
| Петар Николић           |                  |
| Ирена Колар             |                  |
| Бранка Миликић          |                  |
| Момир Газивода          |                  |
| Симона Огњеновић        |                  |
| Смајо Тараниш           |                  |
| Славко Гогић            |                  |
| Иван Сунарић            |                  |
| Жељко Вавић             |                  |
| Саша Видић              |                  |
| Слободан Станисавић     |                  |
| Љубица Поповић          |                  |
| Андреј Брацановић       |                  |